# Ghanzi (distrito)
Ghanzi é um dos dez distritos rurais do Botsuana. Sua capital é a cidade de Ghanzi e possuía uma população estimada de 43 095 habitantes em 2011. Tem uma área de 117.910 km², sendo a sua área mais oriental composta pela Reserva de Caça do Calaári Central. Grande parte desta província é ainda ocupada pelo deserto de Calaári e pelo salar de Macadicadi.